# Łuck
Łuck (ukr. Луцьк, Łućk) – miasto w zachodniej części Ukrainy, nad Styrem, siedziba administracyjna obwodu wołyńskiego i rejonu łuckiego. Liczy ok. 215 tys. mieszkańców. Historyczna stolica Wołynia.

## Historia
Pierwsza wzmianka o Łucku pochodzi z 1085 r. W 1073 r. Łuck wszedł w skład księstwa włodzimierskiego. W 1083 na miasto napadli Litwini i Jaćwingowie. W XIII w. wzniesiono cerkiew św. Jana Ewangelisty.
W 1321 r. Łuck zajął Giedymin i osadził w nim swego starostę. W 1325 r. Lubart wzniósł Zamek Dolny. Zamek Górny założony został potem przez Olgierda lub Witolda. W 1366 r. miała miejsce wyprawa Kazimierza III Wielkiego na Lubarta, po czym nadał on prawem lenna ziemie te Aleksandrowi Koriatowiczowi. Łuck uzyskał prawo składu przed 1379 rokiem.
W 1364 r. król Kazimierz Wielki ufundował biskupstwo wołyńskie z siedzibą biskupa najpierw we Włodzimierzu, a od początku XV w. w Łucku. Biskupstwo łuckie istniało de facto od 1375 r. Z czasem kościołem katedralnym został kościół pw. św. Trójcy, wybudowany około 1425 r. W 1539 r. biskup Jerzy Falczewski wzniósł kościół kamienny.
W 1429 r. na zamku w Łucku odbył się trwający od 6 stycznia przez 13 tygodni zjazd monarchów europejskich. Przedmiotem obrad był projekt obrony przeciwko grożącej Europie potędze imperium osmańskiego. Wśród obecnych w Łucku władców byli: wielki książę litewski – Witold; król Polski – Władysław II Jagiełło z królową Zofią; król niemiecki – Zygmunt Luksemburski z cesarzową; król duński – Eryk VII; wielki książę moskiewski – Wasyl II Wasylewicz (wnuk Witolda); wielki mistrz zakonu krzyżackiego – Russdorff; mistrz inflancki – Cysse von Rutenberg; legat papieski; metropolita kijowski – Focjusz, chanowie Tatarów perekopskich i zawołżańskich; hospodar Wołoszczyzny; książęta mazowieccy, pomorscy, śląscy, twerscy i odojewscy, posłowie cesarza bizantyńskiego, Jana VIII Paleologa.
W 1431 r. po śmierci Witolda Kiejstutowicza w Łucku zamknął się Świdrygiełło, próbując uniknąć konsekwencji za swoje nieprzejednanie negatywne stanowisko do unii polsko-litewskiej. W następnym roku Łuck otrzymał prawa miejskie.
Oprócz katedry i kościoła parafialnego oo. dominikanów, w Łucku wzniesiono kościoły: św. Jakuba, bernardynów, bonifratrów, trynitarzy i brygidek. Pierwszym znanym historii (1326) łuckim biskupem prawosławnym był Teodozjusz. W 1585 r. władyką był Cyryl Terlecki, który w 1596 r. podpisał unię brzeską z kościołem katolickim i przysięgę posłuszeństwa papieżowi. Biskup Marcin Szyszkowski założył w Łucku Collegium Societatis Jesu, które znalazło siedzibę w pałacu odstąpionym przez Iwana Czartoryskiego. W 1630 r. biskup Achacy Grochowski sprowadził do Łucka relikwie św. Recessa Męczennika, który stał się patronem miasta.

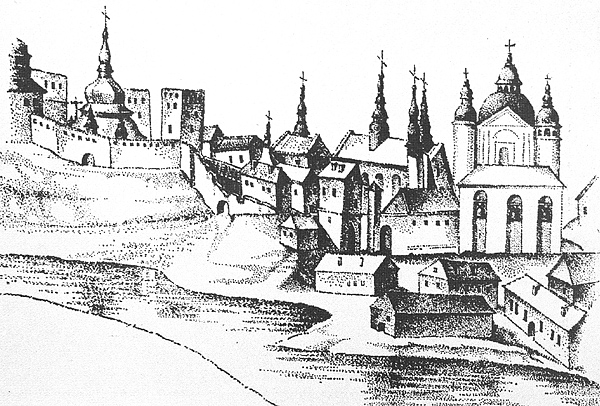
Łuck w XVIII wieku

W czasach Rzeczypospolitej Obojga Narodów Łuck był stolicą województwa wołyńskiego i miejscem szlacheckiego sądu ziemskiego, prawdopodobnie także sądu grodzkiego. Był również miastem królewskim Korony Królestwa Polskiego oraz miejscem popisów szlachty województwa wołyńskiego I Rzeczypospolitej.

### Okres I wojny światowej

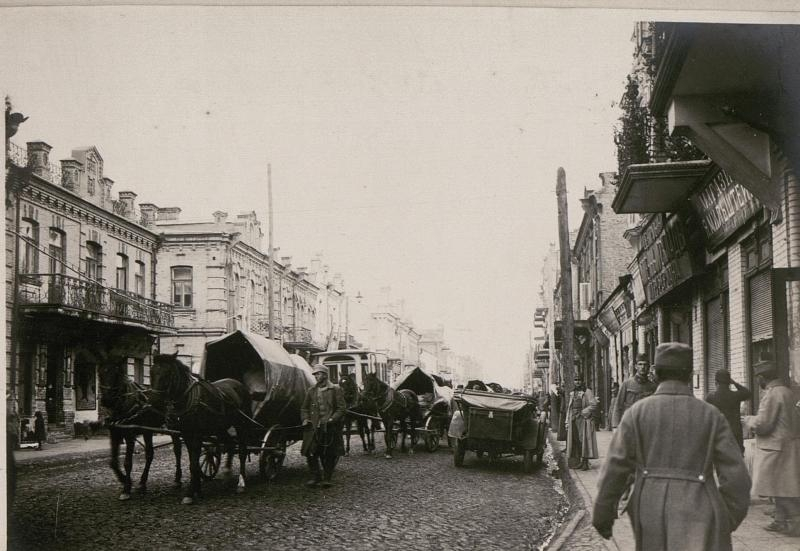
Łuck na początku XX wieku

W dniach 4 czerwca – 7 czerwca 1916 r. pod Łuckiem rozegrała się jedna z największych bitew I wojny światowej na froncie wschodnim. Rosjanom w ramach ofensywy Brusiłowa udało się przełamać front austriacki.

### Okres ukraiński (Ukraińska Republika Ludowa, Państwo Ukraińskie)
Po ogłoszeniu Ukraińską Centralną Radą 20 listopada 1917 III Uniwersału o powstaniu Ukraińskiej Republiki Ludowej w federacji z Republiką Rosyjską, a 22 stycznia 1918 IV Uniwersału o pełnej niepodległości URL (wobec dokonania przez bolszewików 19 stycznia 1918 bezprawnego rozwiązania Konstytuanty Rosji) miasto weszło w skład tego państwa. Od 29 kwietnia 1918 po 26 grudnia 1918 wchodziło w skład powstałego pod protektoratem niemieckim Państwa Ukraińskiego, czyli Hetmanatu, głową, którego był Hetman Pawło Skoropadski. Po utworzeniu w nocy z 13 na 14 listopada na tajnym posiedzeniu Związku Narodowego Dyrektoriatu URL (pod przewodnictwem Wołodymyra Wynnyczenki do 10 lutego 1919, następnie Symona Petlury) a następnym upadku Hetmanatu wobec powstania antyhetmańskiego nowe władze ogłosiły 26 grudnia 1918 przywrócenie Ukraińskiej Republiki Ludowej.
W 1918 przez miejscowych nauczycieli ukraińskich, m.in. Iwana Własowśkiego została utworzona organizacja społeczno-oświatowa «Proświta» w Łucku.
Miasto było centrum powiatu łuckiego.

### Okres II Rzeczypospolitej
16 maja 1919 Łuck został zajęty przez oddział Wojska Polskiego pod dowództwem generała Karnickiego. 16–18 września 1920 Łuck zajęły wojska polskie po opuszczeniu go przez Rosjan-bolszewików. Grupa gen. Stanisława Hallera oraz 6 Armia doszła do linii Styru i Stochodu, a rozbita Armia Konna Budionnego wycofała się z frontu.

Przedwojenny herb Łucka

W II Rzeczypospolitej Łuck był siedzibą władz województwa wołyńskiego. W mieście od 1921 stacjonował 24 pułk piechoty. W 1931 roku liczył ok. 35,5 tys. mieszkańców, w tym ok. 17 tys. Żydów (największa gmina żydowska na Wołyniu), 11 tys. Polaków i 3 tys. Ukraińców. W 1937 roku miasto liczyło 40 715 mieszkańców, w tym 41% Polaków, 39% Żydów, około 17% Ukraińców, 3% Niemców.
W 1934 roku rozpoczęto w Łucku budowę wodociągów ze stacją pomp i filtrów.
W 1938 r. w mieście sformowano Batalion ON „Łuck”, który wszedł w skład Wołyńskiej Półbrygady Obrony Narodowej. Po wybuchu II wojny światowej komendantem łuckiego garnizonu został ppłk. Ludwik Konarski. W dniach 7–14 września 1939 Łuck był tymczasową siedzibą Rządu RP. 8 września zgromadzono tu całość ewakuowanych z Warszawy i Lublina zapasów złota Banku Polskiego, które następnie przewieziono przez Rumunię do Francji.

### Okupacja radziecka i niemiecka
W dniach 17 i 18 września 1939 r. w Łucku zapanował anarchia, w trakcie której milicja ukraińska mordowała polskich żołnierzy wracających z frontu oraz uciekinierów. Wkrótce Łuck został zaanektowany przez ZSRR jako część Ukraińskiej Socjalistycznej Republiki Radzieckiej.  W grudniu tegoż roku NKWD aresztowało 150 polskich urzędników, oficerów rezerwy i działaczy społecznych, m.in. ppor. Jana Marcinkowskiego, komendanta Związku Strzeleckiego Łuck-Zamek, których następnie zamordowano. W 1940 i 1941 r. tysiące Polaków zostało zesłanych na Syberię.
Po niemieckim ataku na ZSRR w miejscowym więzieniu NKWD wymordowało blisko 2,8 tys. osób, przeważnie Ukraińców, lecz także wielu Polaków. Dzień po wycofaniu się Sowietów ukraińscy nacjonaliści urządzili w Łucku pogrom ludności żydowskiej. 25 czerwca 1941 Łuck został zdobyty przez Niemców. W latach 1941–1944 miasto było pod okupacją niemiecką (jako część komisariatu Rzeszy Ukraina).
Niemcy przy udziale ukraińskiej policji wymordowali niemal wszystkich miejscowych Żydów, oraz dokonali zbrodni na rosyjskich jeńcach wojennych. Z tym nie zgadza się część ukraińskich publicystów i badaczy. W dniach 27 czerwca–7 lipca 1941 r. Sonderkommando 4a rozstrzelało około 1500 osób. W końcu sierpnia 1941 roku Niemcy z pomocą Ukraińców przeprowadzili tzw. akcję kobiet, w wyniku której przeszukując domy wypędzono Żydówki z dziećmi, zgromadzono je na boisku i następnie rozstrzelano 1400 z nich. W dniach 11–12 grudnia 1941 r. około 19 tys. Żydów zamknięto w getcie założonym w okolicach kościoła protestanckiego. Getto dozorowane przez policję ukraińską przetrwało do 3 sierpnia 1942 r., gdy Niemcy wraz z ukraińską policją rozstrzelali od 15 do 17 tys. jego mieszkańców. Zwłoki pochowano na przedmieściu Hnidawa. 12 grudnia 1942 r. zabito także więźniów obozu pracy – około 500 osób.
Podczas okupacji niemieckiej Polacy w Łucku byli poddani presji Ukraińców kolaborujących z niemieckim okupantem. W kwietniu 1943 roku delegacja ukraińska pod przewodnictwem adwokata Jurija Czerewki złożyła na ręce niemieckiego gebietskomisarza urzędującego w Łucku petycję, w której znalazła się prośba o założenie w tym mieście „getta” dla ludności polskiej, pozostałym po ludności żydowskiej. Zastępcą niemieckiego burmistrza Kohlhoffa był ukraiński działacz Skorobogatow, który sporządzał listy polskich mieszkańców przeznaczonych do aresztowania przez gestapo, a ukraiński dyrektor szpitala Zaleski wydał w ręce gestapo 40 lekarzy Żydów i Polaków. 11 sierpnia 1943 r. w wyniku donosów ukraińskich Kripo aresztowało 50 przedstawicieli polskiej inteligencji (w tym zastępcę wołyńskiego Delegata Rządu na Kraj), z czego 30 osób rozstrzelano dwa miesiące później. Wojskowy Sąd Specjalny AK wydał 6 wyroków śmierci na najbardziej aktywnych kolaborantów; 4 z nich wykonano, w tym na J. Czerewce. Wiosną 1943 do Łucka zaczęli przybywać uciekający przed UPA polscy mieszkańcy powiatów wołyńskich gromadząc się koło katedry katolickiej. Założono Katolicki Komitet Opieki oraz specjalny sierociniec dla dzieci uciekających samotnie do miasta. W następstwie tych wydarzeń Niemcy założyli koło katedry obóz dla uciekinierów, wywożąc następnie latem 1943 roku około 10 tys. uchodźców do niewolniczej pracy w Niemczech.
Podczas rzezi wołyńskiej na przedmieściach Łucka oddziały Ukraińskiej Powstańczej Armii (UPA) dokonywały masowych mordów na Polakach, domy ich palono, a mienie rozkradano. W dniu 18 listopada 1943 na przedmieściu Krasne UPA zamordowała 16 Polaków. Największy napad odbył się w Wigilię 24 grudnia 1943 roku, kiedy zabito 97 osób, w tym na przedmieściu Hnidawa 57 osób, w tym małe dzieci. Zwłoki zamordowanych przez UPA zwieziono na cmentarz na 27 furmankach. Łącznie w czasie II wojny światowej ukraińscy nacjonaliści zabili w Łucku co najmniej 191 Polaków. Po zajęciu Łucka żołnierze radzieccy postawili w centrum miasta dwie szubienice, na której wieszano członków UPA z kartkami na piersiach z informacją ilu zamordowali Polaków. Po wojnie prawie wszystkich Polaków przymusowo wysiedlono z Kresów Wschodnich, a katolickie kościoły przerobiono na magazyny lub zdewastowano.

### Okres powojenny

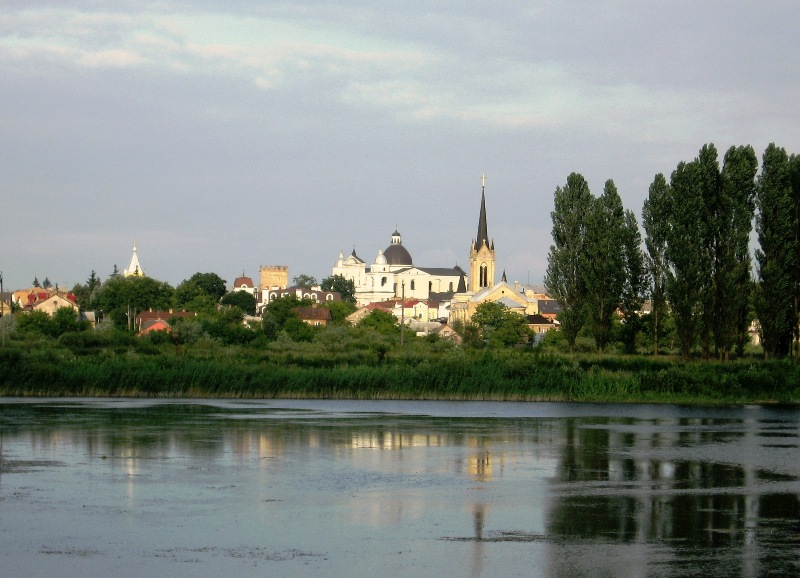
Panorama starego miasta

W 1972 r. spłonęła łucka kieniesa. W 1982 r. w łacińskiej katedrze łuckiej, wcześniej używanej jako skład węgla, zorganizowano muzeum ateizmu. W miejscu głównego ołtarza wykonano ekspozycję „Kosmos”, według projektu architekta miejskiego. Spowodowało to częściowe zniszczenie wystroju ołtarza oraz części mebli kościelnych. Zdemontowano ok. 20 obrazów malarzy polskich i zagranicznych z XVIII–XIX w., z których większość nie powróciła już do katedry.
Obecnie Łuck jest siedzibą  rzymskokatolickiej diecezji, dekanatu i garnizonu. Od 1991 r. Łuck znajduje się w granicach niepodległej Ukrainy jako siedziba władz obwodu wołyńskiego.
W mieście działa Konsulat Generalny RP.
W sierpniu 2007 roku jedna z głównych ulic miasta, nosząca po II wojnie światowej nazwę „Czerwonoarmiejska”, została z inicjatywy burmistrza Łucka Bohdana Szyby i za aprobatą większości miejscowych deputowanych, przemianowana na ul. Bohaterów UPA. 17 grudnia 2010 roku Rada Miejska Łucka nadała honorowe obywatelstwo Łucka Stepanowi Banderze.
W 2023 patronem skweru przy ul. Kowelskiej został gen. Władysław Anders.

## Zabytki Łucka
- Zamek Lubarta, XIII-XIV w.

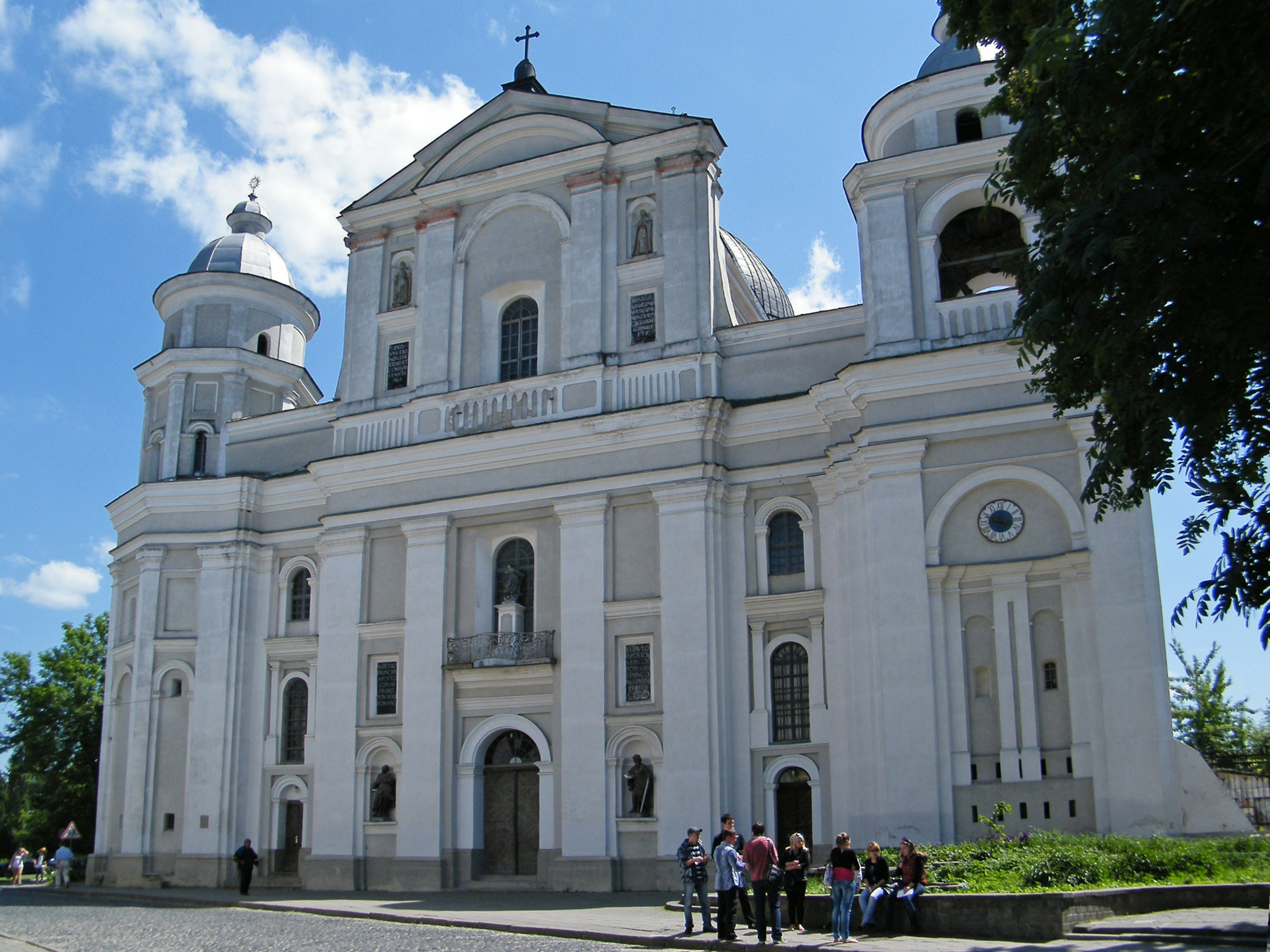
Katedra Świętych Apostołów Piotra i Pawła

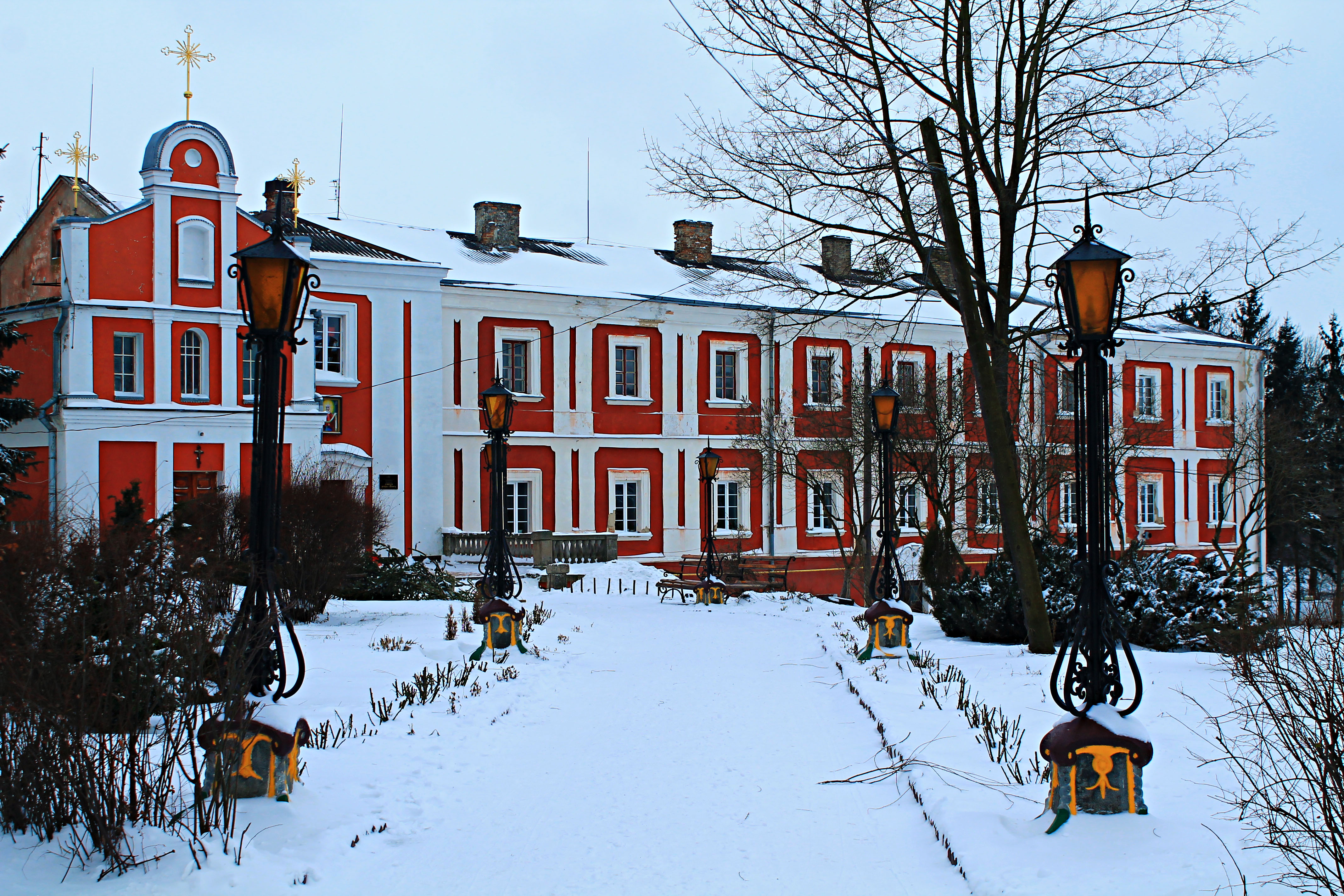
Klasztor dominikanów

- Cerkiew Opieki Matki Bożej, jedna z najstarszych świątyń Wołynia, ufundowana w XIII–XV w. przez wielkiego księcia Witolda. W cerkwi była umieszczona Wołyńska Ikona Matki Bożej – dzieło z XIII-XIV w. (obecnie w zbiorach Narodowego Muzeum Sztuk Pięknych w Kijowie). Niegdyś świątynia odgrywała rolę katedralnej unickiej cerkwi, obecnie – cerkiew katedralna powstałego w 1990 r. Ukraińskiego Kościoła Prawosławnego Patriarchatu Moskiewskiego (ul. Daniela Halickiego 12).
- Kościół Krzyża Świętego przy klasztorze OO. Bernardynów, obecnie Sobór Świętej Trójcy, 1752–1755. Cały zespół zaprojektował architekt jezuicki Paweł Giżycki. Po kasacie zakonu kościół przebudowano w latach 1877–1879 na sobór prawosławny. Obecnie – cerkiew katedralna powstałego w 1990 r. Ukraińskiego Kościoła Prawosławnego Patriarchatu Kijowskiego (plac Teatralny).
  - Klasztor bernardynów, 1752-1755, zbudowany na planie podkowy wokół świątyni klasztornej.
- Klasztor dominikanów, ufundowany w roku 1390 р. przez Władysława Jagiełłę. Uległ kasacie rosyjskiej w roku 1847. Obecnie siedziba seminarium duchownego Ukraińskiego Kościoła Prawosławnego Patriarchatu Moskiewskiego (ul. Drahomanowa).
- Klasztor brygidek, 1624. Wzniesiony w stylu barokowym w miejscu pałacu Albrychta Stanisława Radziwiłła – fundatora klasztoru. W 1846 r. р. klasztor został skasowany, najpierw mieściło się tu więzienie, a później – szkoła muzyczna. Obecnie znajduje się tu męski prawosławny klasztor Ukraińskiego Kościoła Prawosławnego Patriarchatu Kijowskiego (ul. Kafedralna 16).
- Cerkiew pw. Podwyższenia Krzyża Pańskiego, 1634. Działało tu Bractwo łuckie. W roku 1702 р. w krypcie cerkwi został pochowany poeta Daniel Bratkowski (plac Bracki Most).
- Cerkiew św. Jerzego
- Klasztor i kolegium jezuickie, 1646 р. Wzniesiony według projektu Benedetta Mollego. Mieścił się tu klasztor i kolegium, konwikt szlachecki oraz seminarium diecezjalne. Cały zespół włączony był do obwarowań Dolnego Zamku (ul. Kafedralna 6).
  - Katedra Świętych Apostołów Piotra i Pawła, ukończona 1639, architekt Giacomo Briano. Obecnie czynny kościół katedralny Diecezji łuckiej
  - Dzwonnica, wzniesiona w roku 1539 przy starej katedrze łacińskiej pw. Św. Trójcy
  - Podziemia katedry, XVI–XVIII w. Rozległe dwukondygnacyjne krypty z fragmentami fresków
- Klasztor szarytek, XVII w. Zbudowany w miejscu dawnej katedry. Obecnie budynek zajmuje kuria biskupa katolickiego (ul. Katedralna 17).
- Klasztor trynitarzy, 1729. W latach II RP sąd okręgowy, obecnie szpital wojskowy.
- Wieża Czartoryskich, XV w., jedyna pozostałość po obwarowaniach Dolnego Zamku (ul. Dragomanowa).
- Dom Puzyny, 1545-1546 r. – najstarszy budynek mieszkalny w mieście (ul. Katedralna 23).
- Synagoga, 1626–1629 r. Była elementem Dolnego Zamku i odgrywała ważną rolę w systemie obrony miasta (ul. Daniela Halickiego 33).
- Kościół ewangelicko-augsburski, 1906−1907, zbudowana w stylu neogotyckim na fundamentach klasztoru karmelitów z 1764 r. Obecnie mieści się tu zbór baptystów (ul. Karaimska).
- Okręgowy Urząd Ziemski z 1928 r. – obecnie Wołyńskie Muzeum Krajoznawcze, ul.Szopena 20.
- Poczta główna z 1938
- Bank Ziemiański z 1930
- Budynek kinoteatru z 1939
- Domy z XVIII w.
- Kamienice z XIX/XX w.
- Dawny kościół ormiański z XVI w.
- Muzeum Ikony Wołyńskiej z unikatowymi zbiorami zabytków malarstwa cerkiewnego. Wśród nich najstarsza zachowana na Ukrainie cudowna Chełmska Ikona Matki Bożej z X-XI w. – jedna z najbardziej czczonych ikon na Ukrainie (ul. Jaroszczuka 5).

## Transport

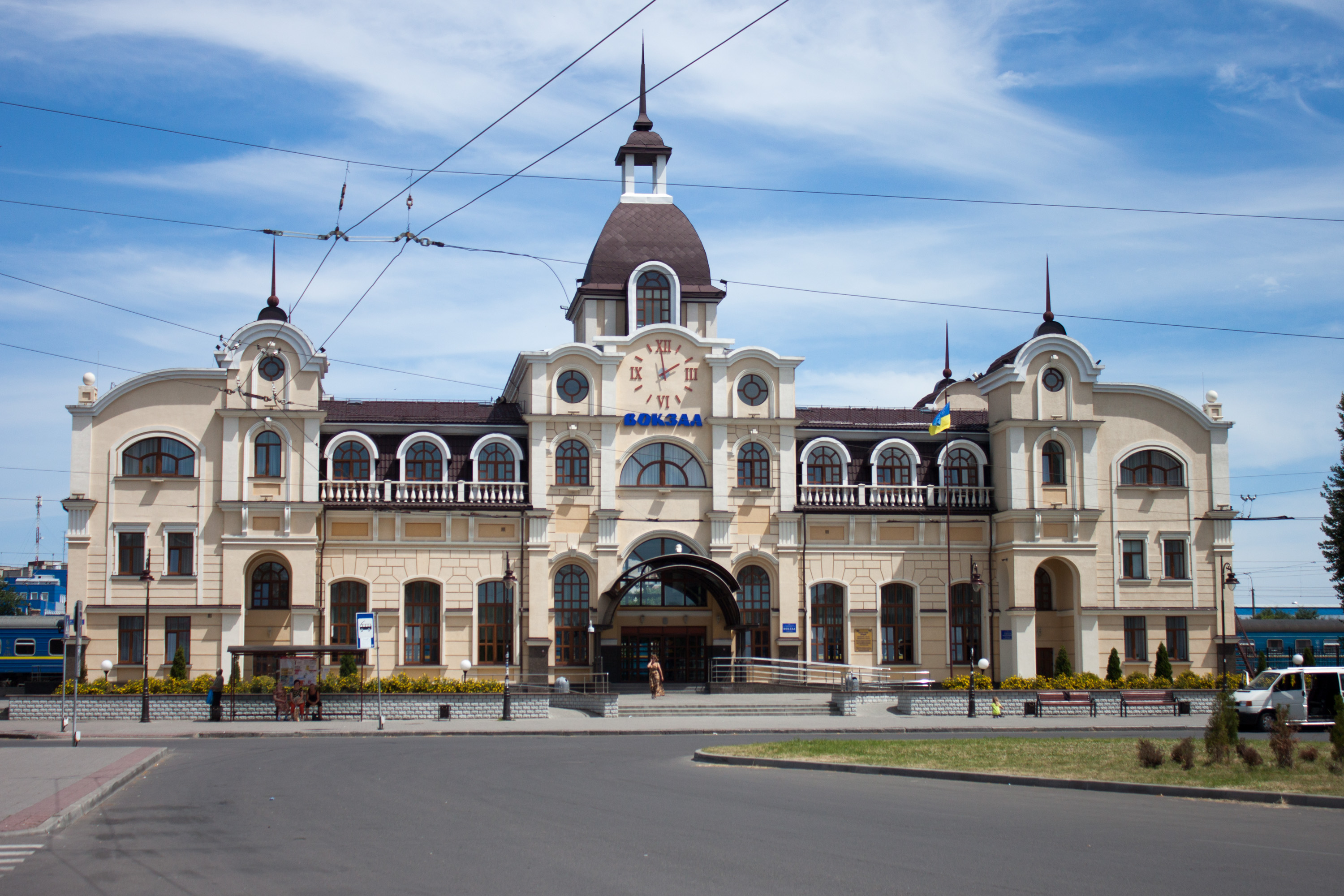
Dworzec kolejowy

Dworzec kolejowy Łuck oraz sieć trolejbusowa.

## Sport
Przed wojną w mieście działało kilka polskich klubów piłkarskich, m.in. Policyjny KS Łuck (czterokrotny mistrz Wołynia, jeden z najsilniejszych klubów regionu w II RP), Wojskowy KS Łuck i Strzelec Łuck. Istniały też cztery kluby wioślarskie: Łuckie Towarzystwo Wioślarskie, Klub Wioślarski „Temida", Sekcja Wodna Przysposobienia Wojskowego Leśników oraz sekcja wioślarska Wojskowego Klubu Sportowego w Łucku.
Klub piłkarski założony w 1960 – Wołyń Łuck. Wołyń swe mecze rozgrywa na Stadionie Awanhard.

## Ludzie związani z Łuckiem
- Zeńko Borsuk h. Topór – podstarosta łucki[29]
- Władysław Bukowiński (ur. 22 grudnia 1904 w Berdyczowie, zm. 3 grudnia 1974 w Karagandzie) – Sługa Boży, polski ksiądz katolicki, więzień obozów koncentracyjnych Gułagu, długoletni misyjny duszpasterz w Kazachstanie i całej sowieckiej Azji Środkowej
- Ołeksa Ałmazow (1886–1936) – ukraiński działacz wojskowy
- Czesław Berenda (1931–2010) – polski dziennikarz TVP, twórca Telegazety
- Juliusz Berger (1928–1999) – polski aktor i reżyser żydowskiego pochodzenia
- Peter Bondra (ur. 1968) – słowacki hokeista, menedżer generalny reprezentacji Słowacji
- Jan Buras (ur. 1959) – polski duchowny katolicki, proboszcz rzymskokatolickiej parafii katedralnej, wikariusz generalny diecezji łuckiej
- Benedykt Chmielowski (1700–1763) – polski ksiądz katolicki, kanonik kijowski, pisarz dewocyjny, autor Nowych Aten – pierwszej polskiej encyklopedii (1754–1764)
- Jerzy Eysymontt (1937–2005) – polski polityk, ekonomista, kierownik Centralnego Urzędu Planowania w rządach Jana Krzysztofa Bieleckiego i Jana Olszewskiego, wiceminister gospodarki, poseł na Sejm RP
- Alojzy Feliński (1771–1820) – polski poeta i dramatopisarz
- Zygmunt Szczęsny Feliński (1822–1895) – polski święty Kościoła katolickiego, arcybiskup warszawski, profesor Akademii Duchownej w Petersburgu

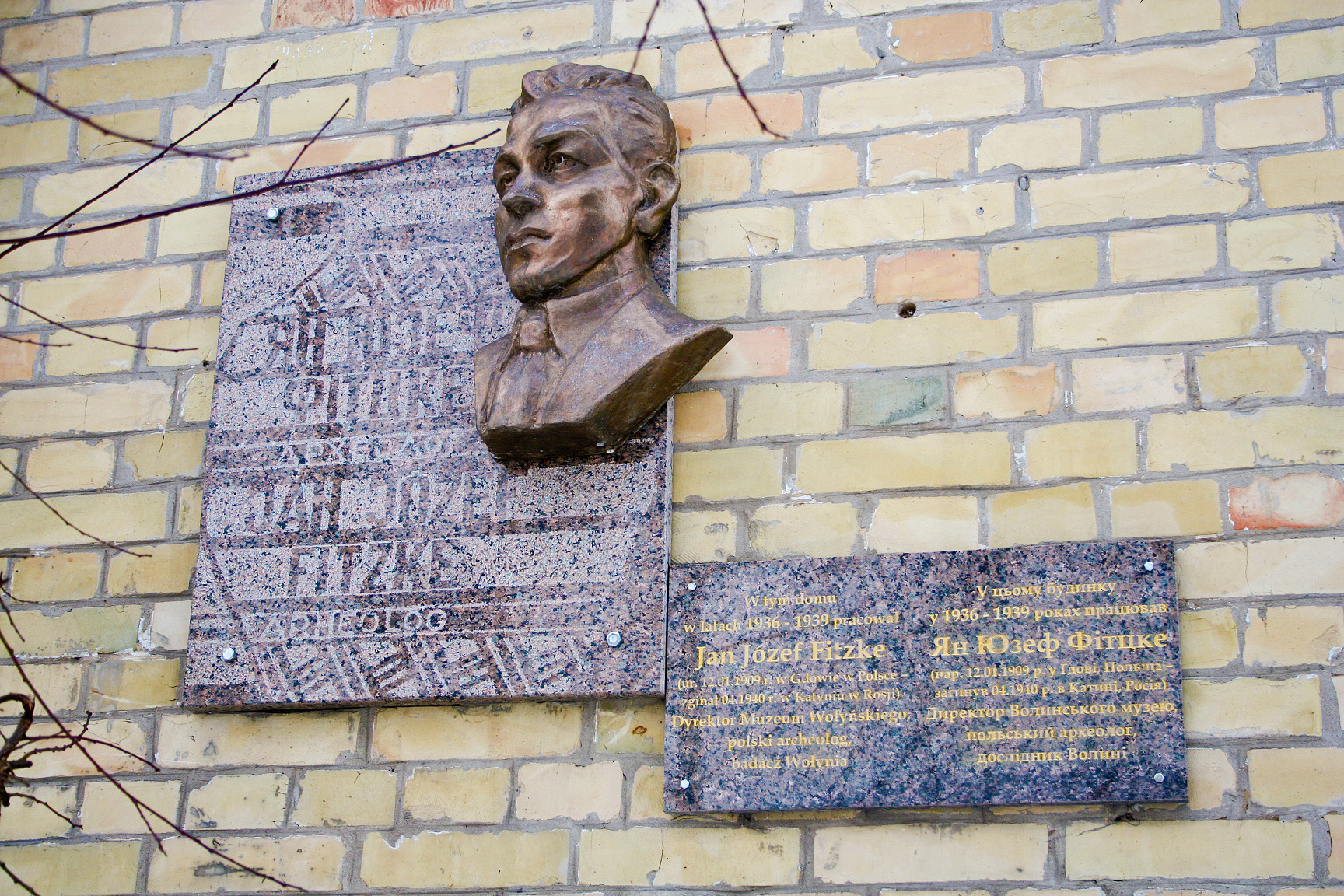
Dwujęzyczna tablica upamiętniająca Jana Fitzke na dawnym budynku Muzeum Wołyńskiego

- Michał Fereszko (1911–1942) – polski kompozytor i aranżer żydowskiego pochodzenia
- Stanisław Fereszko (1914–1990) – polski pianista i kompozytor żydowskiego pochodzenia
- Abraham Firkowicz – karaimski uczony, duchowny i działacz społeczny
- Jan Fitzke (1909–1940) – polski archeolog, kustosz muzeum w Łucku
- Arkadiusz Jadczyk (ur. 1943) – polski fizyk, profesor
- Ludwik Kamilewski (ur. 1946) – polski ksiądz rzymskokatolicki, proboszcz łucki (1991–1999), dziekan w Łucku (1991–2000)
- Ołeksandr Kłymenko (ur. 1970) – ukraiński pisarz, krytyk literacki, muzyk
- Krzysztof Kondratowicz (ur. 1928) – polski profesor, pułkownik, nestor polskiego Jiu-Jitsu
- Bolesław Kontrym (1898–1953) – polski oficer Policji Państwowej w II RP, major Wojska Polskiego, cichociemny, żołnierz Armii Krajowej
- Jerzy Krasicki (1927–2004) – polski prozaik, aktor teatralny
- Edward Krasiński (1925–2004) – polski rzeźbiarz, malarz
- Józef Ignacy Kraszewski (1812–1887) – polski pisarz i publicysta
- Mikołaj Kruszewski (1851–1887) – polski przedstawiciel szkoły kazańskiej w językoznawstwie
- Pantelejmon Kulisz (1819–1897) – ukraiński pisarz, poeta, etnograf, tłumacz
- Stefan Lewiński (1736–1806) – ukraiński duchowny, ordynariusz unicki łucki
- Wacław Lipiński (1882–1931) – ukraiński polityk i historyk
- Lubart (Dymitr) (zm. 1384) – litewski książę włodzimierski i łucki, budowniczy zamku
- Józef Łobodowski (1909–1988) – polski poeta, pisarz i tłumacz. Redaktor czasopisma „Wołyń” w Łucku (1937–1938)
- Aleksander Mardkowicz (1875–1944) – karaimski i polski pisarz, poeta, wydawca
- Augustyn Mednis (1932–2007) – polski duchowny katolicki, wikariusz generalny diecezji łuckiej, kustosz Muzeum Diecezjalnego w Łucku
- Stanisław Misakowski (1917–1996) – ukraiński i polski poeta, prozaik, autor sztuk scenicznych
- Serhij Muczak (ur. 1981) – ukraiński mistrz kulturystyki na Ukrainie
- Adam Tadeusz Naruszewicz (1733–1796) – polski historyk i poeta, biskup łucki i wykładowca w łuckim kolegium jezuickim w latach (1790–1796), senator. Ojciec polskiego klasycyzmu
- Władysław Nekrasz (1893–1940) – polski harcmistrz, instruktor harcerski, inżynier rolnik, sybirak, kierownikiem wystawy rolniczo-przemysłowej w Łucku, naczelnik wydziału Banku Rolnego w Łucku
- Teresa Jadwiga Pieńkowska (1928–2000) – polski lekarz, kardiolog, wieloletni organizator i pracownik prewencyjnej i rehabilitacyjnej Akademickiej Służby Zdrowia.
- Jurij Pokalczuk (1941–2008) – ukraiński pisarz, tłumacz, naukowiec, doktor filologii, były dyrektor międzynarodowego oddziału Związku Pisarzy Ukrainy
- Anatol Potemkowski (1921–2008) – polski pisarz i satyryk
- Mykoła Riabczuk (ur. 1953) – ukraiński krytyk i publicysta
- Eugeniusz Robaczewski (1931–2003) – polski aktor teatralny, filmowy i dubbingowy
- Czesław Rymarz (1930–2011) – polski matematyk, fizyk, mechanik, meteorolog, cybernetyk, informatyk, filozof, pułkownik Wojska Polskiego, wykładowca Wojskowej Akademii Technicznej im. Jarosław Dąbrowskiego (WAT) w Warszawie
- Florian Siwicki (ur. 1925–2013) – polski generał, szef Sztabu Generalnego LWP
- Szymon Szurmiej (ur. 1923–2014) – polski aktor i reżyser działacz społeczności żydowskiej
- Anatolij Tymoszczuk (ur. 1979) – ukraiński piłkarz
- Barbara Urbańska-Miszczyk (1936–2012) – polska artystka, twórczyni szkła artystycznego i użytkowego
- Jerzy Wielkoszyński (1930–2010) – polski lekarz specjalizujący się w medycynie sportowej, jeden z najbardziej cenionych fizjologów w polskim sporcie
- Zygmunt Wierzyński (1909–1988) – polski inżynier geodeta, urzędnik państwowy i działacz polityczny
- Witold (1350–1430) – wielki książę litewski
- Zbigniew J. Wójcik (ur. 1931) – polski geolog, speleolog, profesor
- Iwan Wyszeński (1545/1550–ok. 1620) – ruski pisarz-polemista
- Oksana Zabużko (ur. 1960) – ukraińska pisarka, poetka i eseistka
- Gabriela Zapolska (1857–1921) – polska dramatopisarka, powieściopisarka, publicystka i aktorka

### Sprawiedliwi wśród Narodów Świata(ratujący Żydów w Łucku)
Osoby na polskiej liście Sprawiedliwych
- Witold Fomienko - przemycał do getta w Łucku żywność, drewno na opał i lekarstwa; załatwiał Żydom fałszywe dokumenty tożsamości, dzięki którym mogli żyć poza gettem lub wyjechać do pracy w Niemczech jako "aryjczycy". Po likwidacji getta ukrywał u siebie Żydów a także organizował im ukrycie u innych Polaków. Po wojnie utrzymywał kontakt z 36 osobami, którym pomógł[30].
- Mikołaj Charłamow - posiadając kontakty w miejscowej drukarni dostarczał Żydom fałszywe "kenkarty", dla Rai Eskin i jej córki zorganizował w Łucku ukrycie i przekazywał im pomoc materialną[31].

- Maria Chodin (po mężu Gertner) – ukrywała Josefa Gertnera, Isaka Halperna i Maurycego Kamienickiego[32].
- Edward i Janina Mierzejewscy - wzięli na wychowanie 3-letnią Ninę Hecht[33].
- Zygmunt i Wiktoria Strusińscy oraz ich córka Irena Strusińska (po mężu Bylica) – Zygmunt i Wiktoria byli członkami Armii Krajowej, Zygmunt był komendantem II Łuckiego Inspektoratu. Ukrywali w piwnicy pięcioro Żydów. 19 sierpnia 1943 Zygmunt został aresztowany i po trzech miesiącach stracony przez Niemców. Mimo to Wiktoria i jej córka kontynuowały ukrywanie Żydów do końca okupacji[34][35].
- Jadwiga Sztefec - przekazywała żywność i ubrania żydowskiej rodzinie Siemianowskich uwięzionej w getcie, później wzięła do siebie nieletnich Aleksandra i Feliksa Siemianowskich. Aleksandra zarejestrowała jako zaadoptowaną sierotę a Feliksa przekazała jako parobka na wieś, gdzie przeżył wojnę[36].

Osoby na czeskiej liście Sprawiedliwych
- Andrej i Vĕra Hrekovowie - ukrywali Adama i Miriam Sawickich[37]
- Anna Koptová[38]

## Fotogaleria

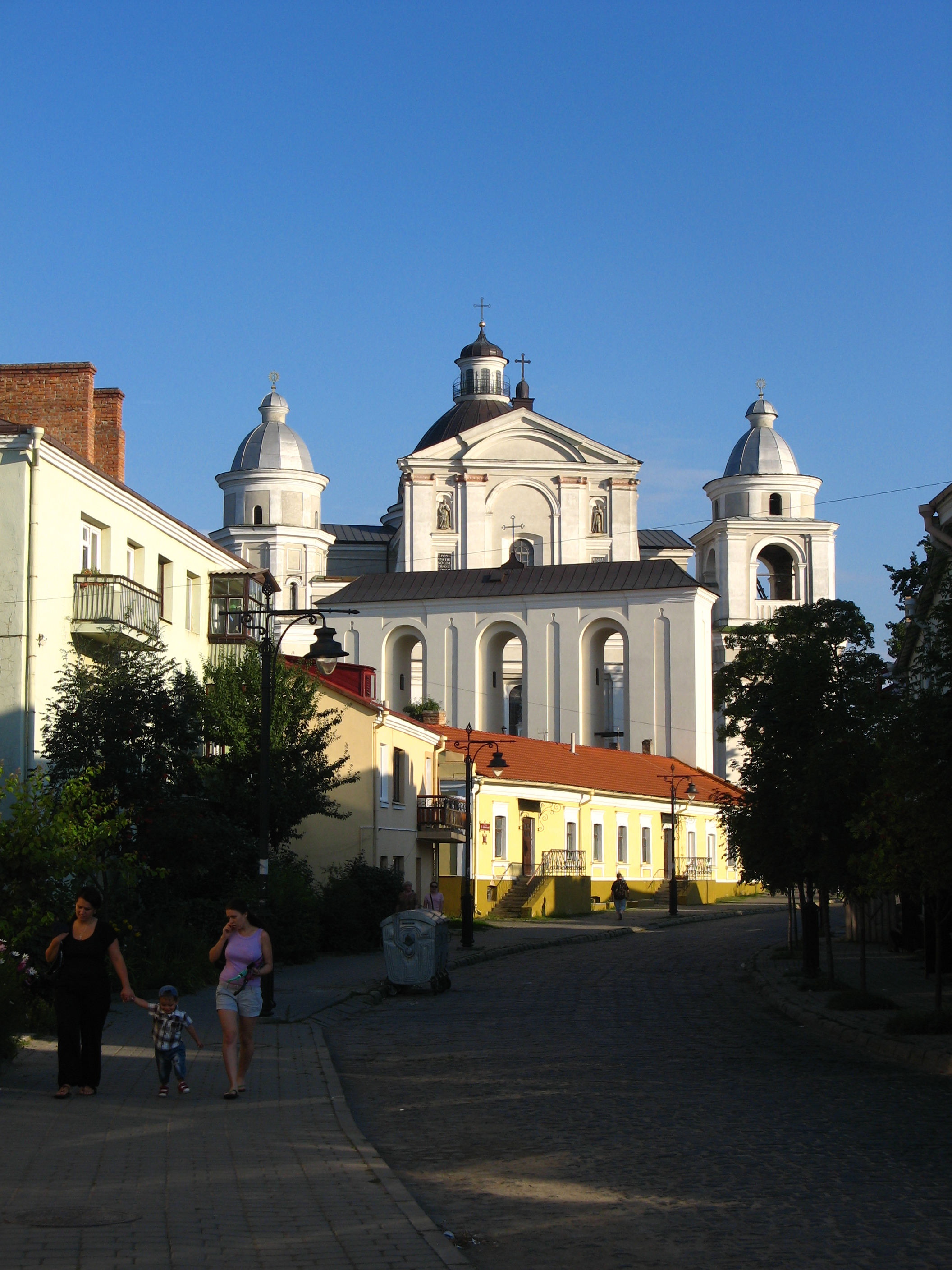
Ulica Bratkowskiego i Katedra
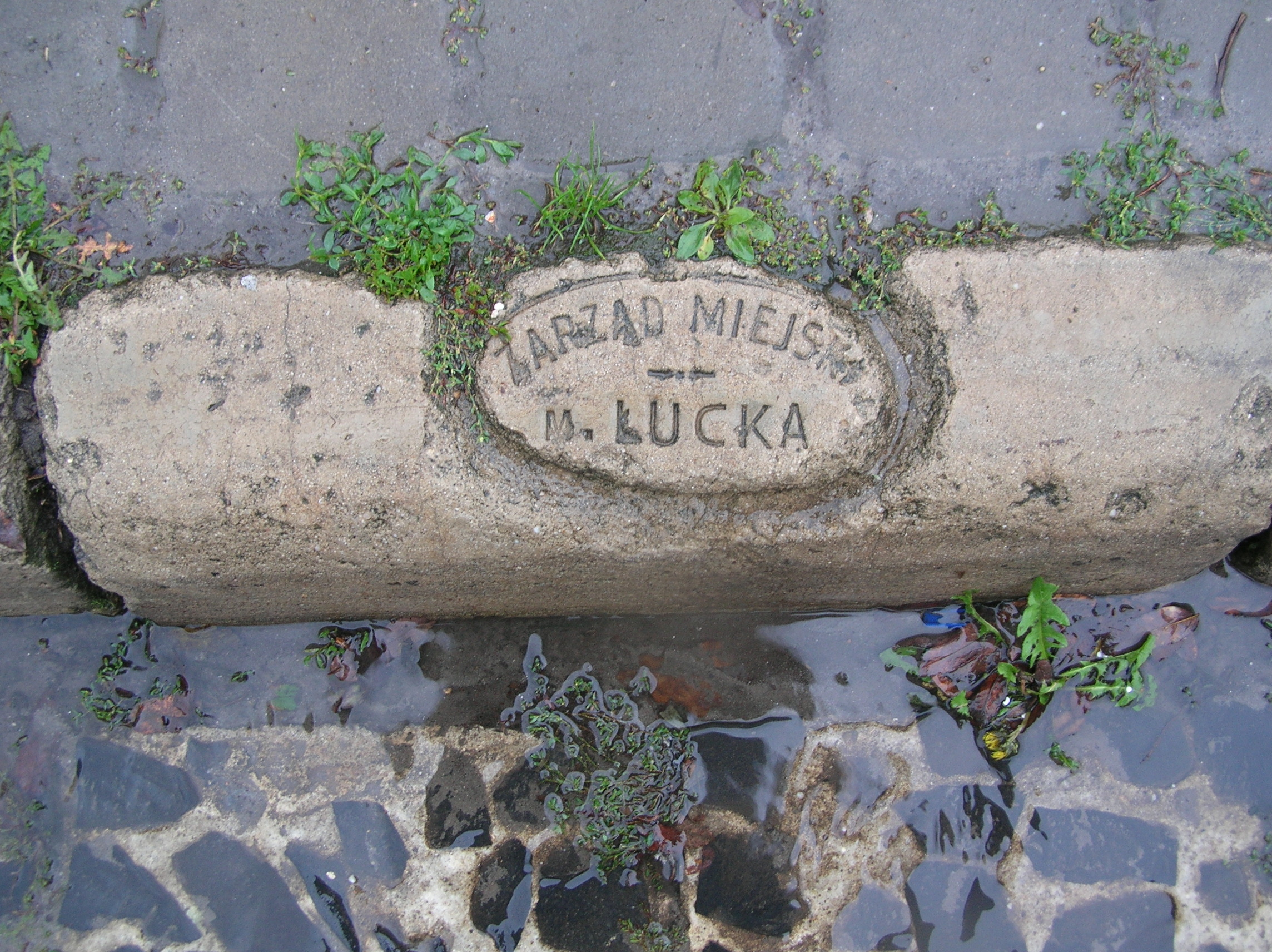
Krawężnik przedwojenny na dzisiejszej ulicy Bratkowskiego
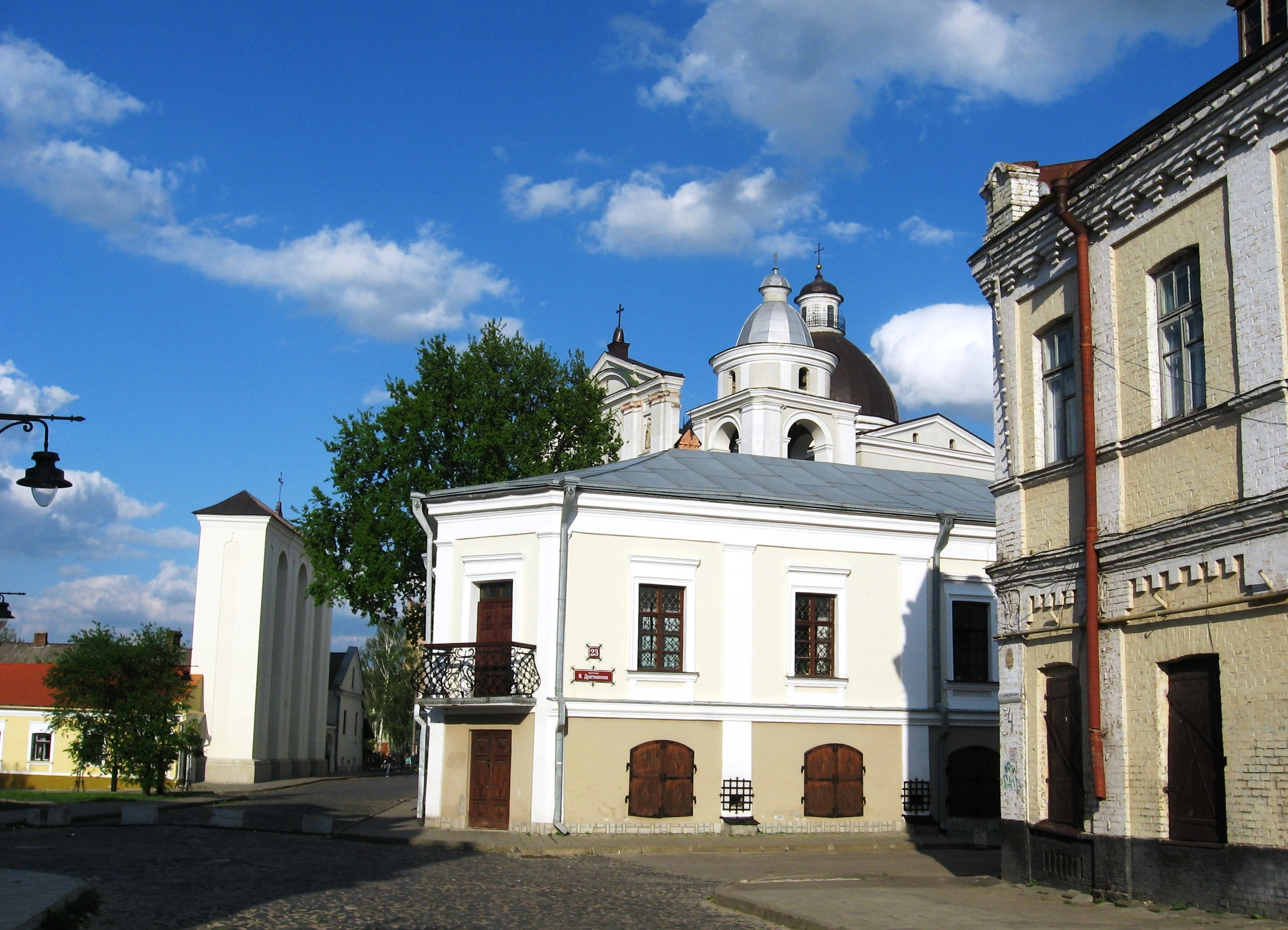
Ulica Katedralna
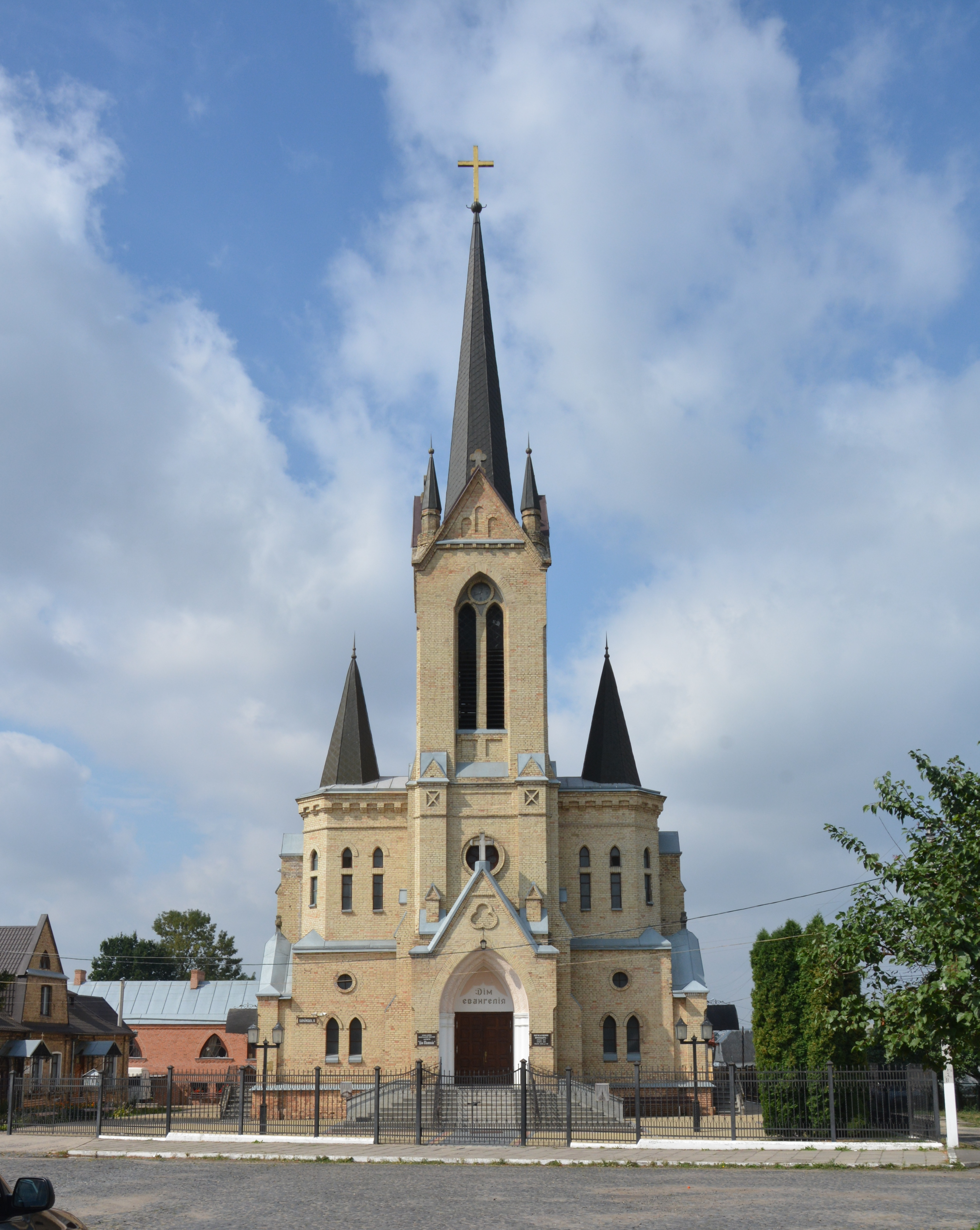
Kościół ewangelicko-augsburski
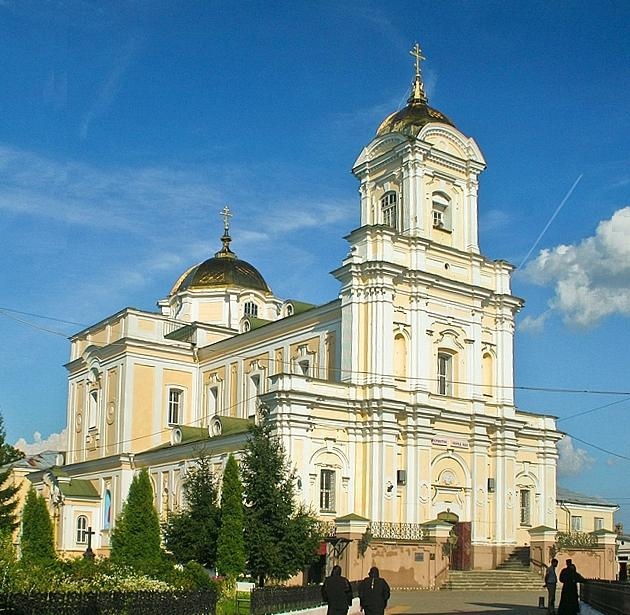
Sobór Św. Trójcy
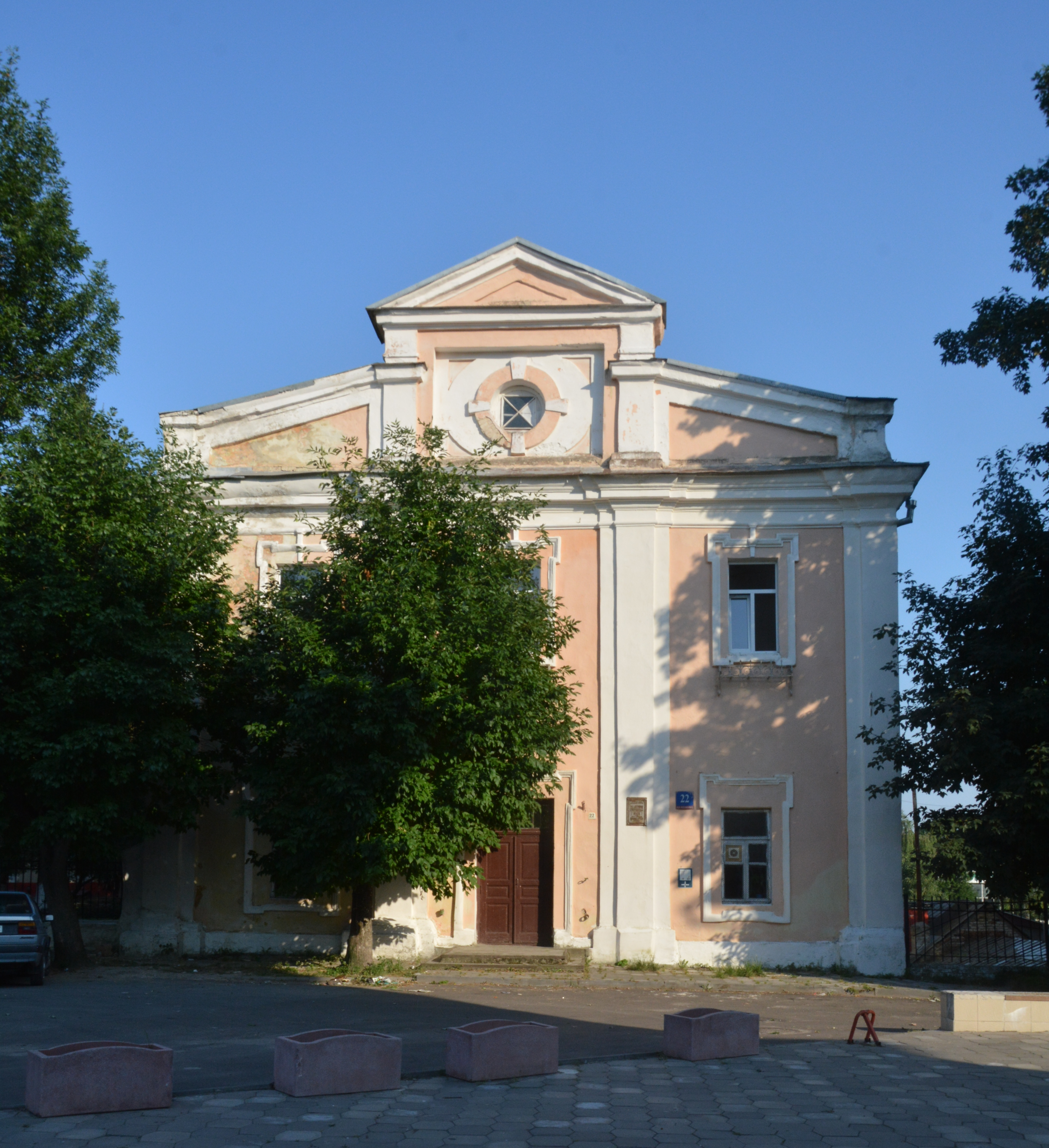
Klasztor trynitarzy
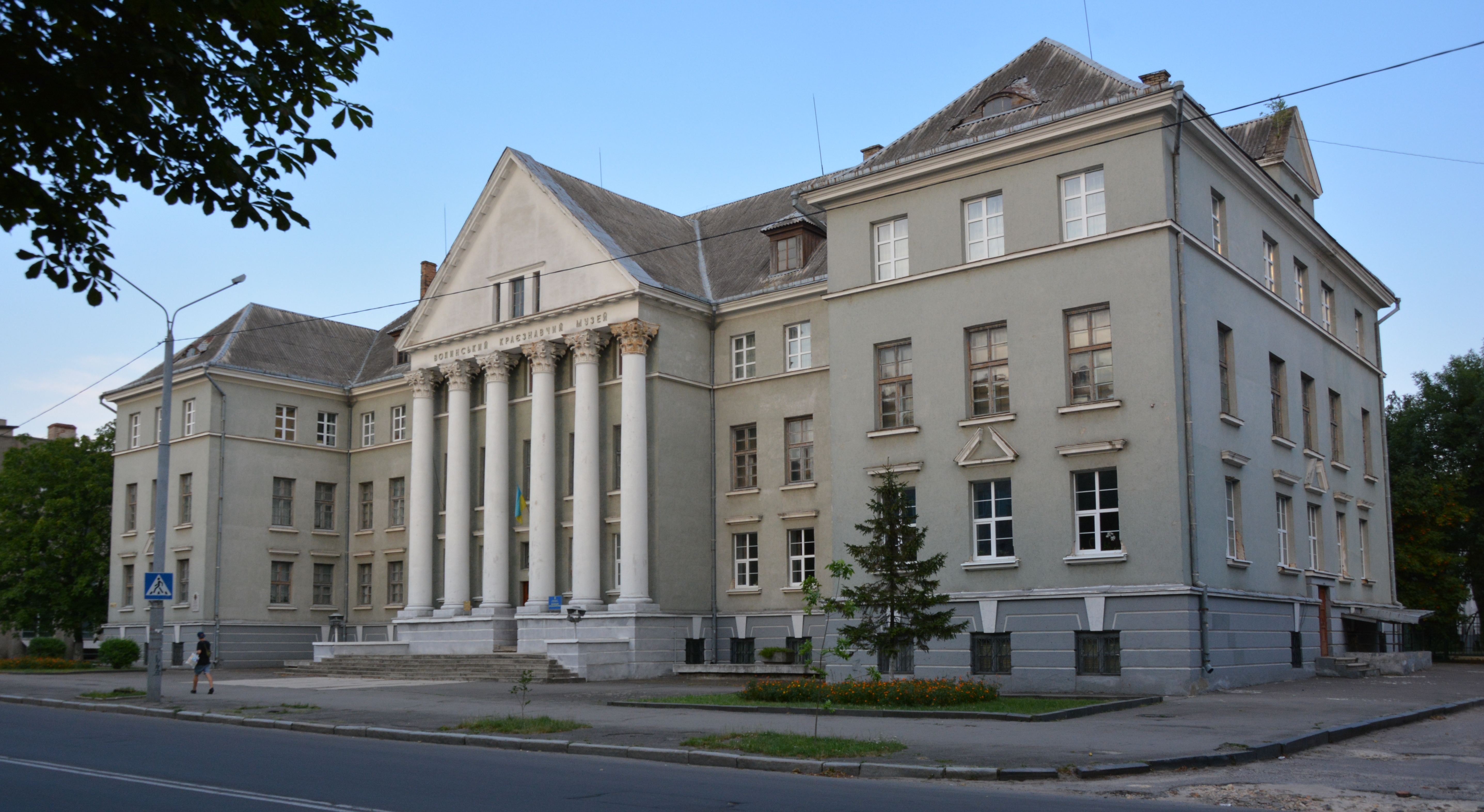
Okręgowy Urząd Ziemski
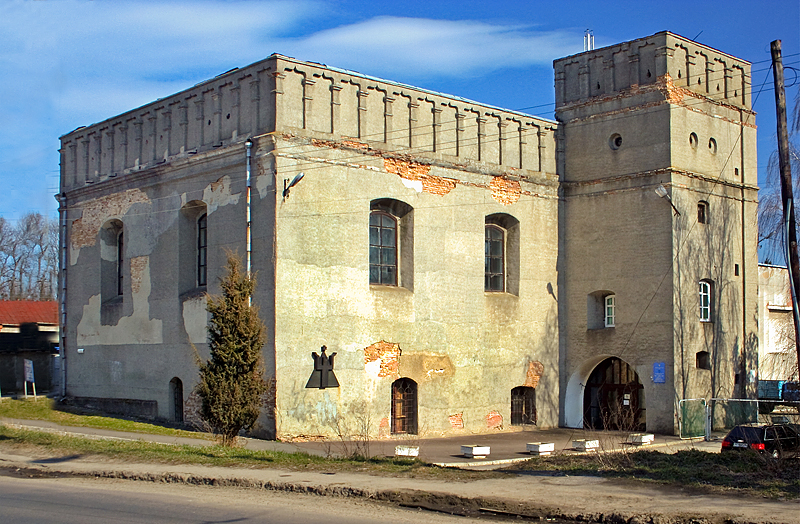
Synagoga
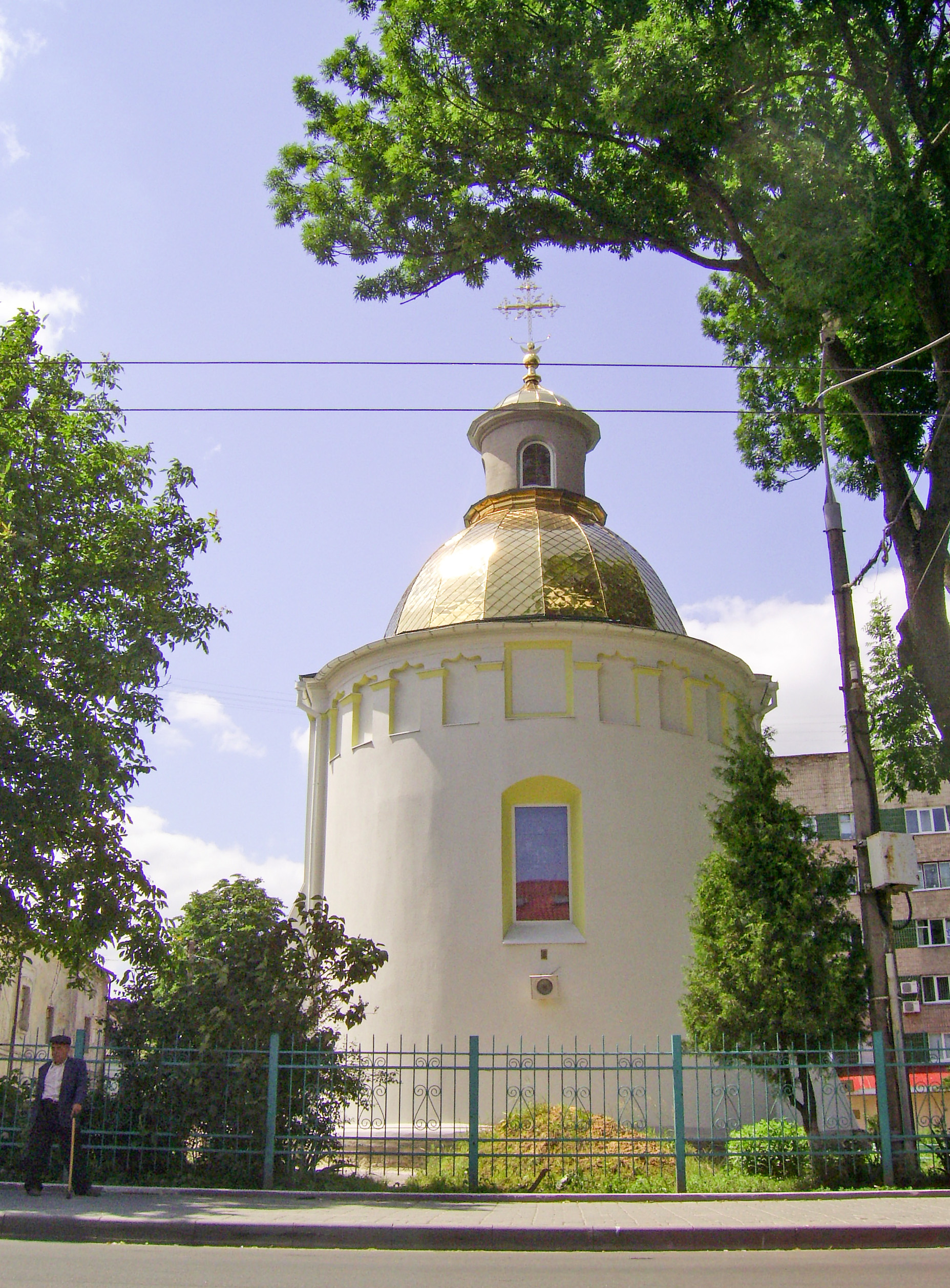
Cerkiew pw. Podwyższenia Krzyża Św. (Bracka)

## Miasta partnerskie
Miasta partnerskie Łucka:
- Alba Iulia
- Bandırma
- Białystok
- Chełm
- Gori
- Kowno
- Kyjov
- Lippe
- Lublin
- Olsztyn
- Patras
- Rzeszów
- Świt
- Toruń
- Troki
- Wołnowacha
- Xiangtan
- Zamość